# Karl Zöllig
Karl Zöllig (* 12. Dezember 1880 in Gustorf; † 3. April 1955 in Ratingen) war ein deutscher sozialdemokratischer Politiker.

## Leben
Zöllig war bis 1922 Mitglied der Unabhängigen Sozialdemokratischen Partei Deutschlands (USPD) und war 1920 für diese Abgeordneter im Provinziallandtag der Rheinprovinz. Er trat 1922 in die SPD über, wo er zum linken Parteiflügel zählte und auf dem Magdeburger Parteitag 1929 gegen die Wehrpolitik der Parteiführung stimmte. Bis 1932 war er Bezirkssekretär der Partei. Danach wechselte er zur SAPD und wurde noch 1932 in den erweiterten Vorstand der Partei gewählt. Hier zählte er zum antileninistischen Flügel um Anna Siemsen und sprach sich 1932 im Konflikt mit dem proleninistischen Flügel dafür aus, notfalls die Parteispaltung in Kauf zu nehmen. Außerdem wurde er Landessekretär der Sozialistischen Arbeiterpartei Deutschlands (SAPD) in Berlin. Von 1930 bis April 1933 war er Mitglied des Preußischen Staatsrats.
Nach dem Beginn der nationalsozialistischen Herrschaft wurde er inhaftiert und war bis 1934 arbeitslos. Anschließend machte er sich als Brothändler selbstständig.
Nach Ende des Zweiten Weltkrieges wurde Zöllig wieder Mitglied der SPD und gehörte dem Bezirksvorstand der SPD Niederrhein an. Von 1946 bis 1947 war er Mitglied der beiden Ernennungsperioden des Landtages von Nordrhein-Westfalen. 1949 kandidierte er erfolglos auf der Landesliste der SPD zum ersten deutschen Bundestag.